# Луї Кардьє
Луї Кардьє (фр. Louis Cardiet; 20 січня 1943, Кемперле — 28 квітня 2020) — французький футболіст, що грав на позиції захисника.
Виступав, за клуби «Ренн» та «Парі Сен-Жермен», ставши у складі першого дворазовим володарем Кубка Франції та переможцем Суперкубка Франції, а також національну збірну Франції.

## Клубна кар'єра
У дорослому футболі дебютував 1963 року виступами за «Ренн», де провів десять сезонів. Протягом цих років двічі в 1965 та 1971 роках виграв Кубок Франції, а 1971 також виборов титул володаря Суперкубка Франції.
1973 року приєднався до «Парі Сен-Жермена». Відіграв за паризьку команду наступні три сезони своєї ігрової кар'єри. Більшість часу, проведеного у складі «Парі Сен-Жермен», був основним гравцем захисту команди.
Завершив професійну ігрову кар'єру у аматорському клубі «Берне», за команду якого виступав протягом 1976—1978 років у нижчих лігах франції.

## Виступи за збірну
3 червня 1965 року дебютував в офіційних матчах у складі національної збірної Франції в товариській грі проти Аргентини (0:0). Протягом кар'єри у національній команді, яка тривала 3 роки, провів у формі головної команди країни 6 матчів. Його останній матч у формі збірної пройшов 3 червня 1967 року проти Радянського Союзу (2:4).

## Титули і досягнення
- Володар Кубка Франції (2):

«Ренн»: 1964–65, 1970–71
- Володар Суперкубка Франції (1):

«Ренн»: 1971